# 伯麦碘泡虫
伯麦碘泡虫（学名：Myxobolus permagnus）为碘泡科碘泡虫属的动物。分布于俄罗斯、印度以及辽宁、浙江、黑龙江流域等，营寄生生活，寄生在鳃（黄颡鱼、东北雅罗鱼、赤眼鳟）、肠、胃（鲫）。